# Municipio de Menno (Kansas)
El municipio de Menno (en inglés: Menno Township) es un municipio ubicado en el condado de Marion en el estado estadounidense de Kansas. En el año 2010 tenía una población de 330 habitantes y una densidad poblacional de 3,53 personas por km².

## Geografía
El municipio de Menno se encuentra ubicado en las coordenadas 38°18′27″N 97°19′27″O / 38.30750, -97.32417. Según la Oficina del Censo de los Estados Unidos, el municipio tiene una superficie total de 93.37 km², de la cual 93,25 km² corresponden a tierra firme y (0,13 %) 0,12 km² es agua.

## Demografía
Según el censo de 2010, había 330 personas residiendo en el municipio de Menno. La densidad de población era de 3,53 hab./km². De los 330 habitantes, el municipio de Menno estaba compuesto por el 96,67 % blancos, el 0,91 % eran afroamericanos, el 0,3 % eran amerindios, el 0,61 % eran de otras razas y el 1,52 % eran de una mezcla de razas. Del total de la población el 2,12 % eran hispanos o latinos de cualquier raza.